# N-亚硝基脯氨酸
N-亚硝基脯氨酸（英語：N-Nitrosoproline）分子式C5H8N2O3，是脯氨酸的N-亚硝基衍生物，属于亚硝胺类化合物。